# Constant d'equilibri de concentració
En qualsevol equilibri, el producte de les concentracions molars dels productes elevats a una potencia igual als seus coeficients estequiomètrics és constant a una temperatura determinada. Aquesta constant s'anomena constant d'equilibri de concentració i es designa com a Kc:
{\displaystyle Kc=([C]c[D]d)/([A]a[B]b)}
El subíndex Kc indica que les concentracions de les espècies reactives s'expressen en molaritat o mols per litre. La constant d'equilibri Kc es caracteritza per ser pròpia de cada reacció, per correspondre els valors de l'estat d'equilibri, per variar amb la temperatura i per expressar-se sense unitats.
Les concentracions de reactius i productes en les reaccions de gasos també es poden representar en funció de les seves pressions parcials (Kp).
En general, Kc no és igual a Kp perquè les pressions parcials dels reactius i productes no son iguals a les seves concentracions molars.
La relació que hi ha entre aquestes dues constants:  
{\displaystyle Kp=Kc(RT)c+d-a-b}  

## Concepte de constant d'equilibri
En una reacció a una temperatura determinada,
aA + bB ↔ cC + dD
K= ([C]c [D]d) / ([A]a [B]b)
on K és la constant d'equilibri.
L'equació és l'expressió matemàtica de la llei d'acció de masses, proposada pels químics noruecs Cato Guldberg i Peter Waage el 1864. Aquesta llei anuncia que per a una reacció reversible en equilibri i a una temperatura constant, una reacció determinada de concentracions de reactius i de productes tenen un valor constant K (constant d'equilibri). S'observa que, tot i que les concentracions poden variar, el valor de K per una reacció determinada es manté constant, sempre que la reacció estigui en equilibri i la temperatura no varií. La certesa de l'equació i de la llei d'acció de masses va quedar establerta en estudiar moltes reaccions reversibles.
La constant d'equilibri es defineix mitjançant un quocient, el numerador del qual s'obté multiplicant les concentracions d'equilibri dels productes, cada un dels quals està elevat a una potencia igual al seu coeficient estequiomètric a l'equació ajustada. El denominador s'obté aplicant aquest mateix procediment per les concentracions d'equilibri dels reactius. La magnitud de la constant indica si una reacció en equilibri és favorable als productes o als reactius. Si K és molt més gran que 1, l'equilibri es desplaçarà cap a la dreta i afavorirà als productes. Si la constant d'equilibri és molt menor a 1, l'equilibri es desplaçarà cap a l'esquerra i afavorirà als reactius.
El concepte de “constant d'equilibri” és fonamental en química. Les constants d'equilibri són la clau per resoldre molts tipus de problemes d'estequiometria de sistemes d'equilibris.
Per utilitzar les constants d'equilibri és necessari expressar-les en termes de concentracions de reactius i de productes. L'única guia que hi ha és la llei d'acció de masses, que és la fórmula general per trobar les concentracions en equilibri. Tot i això, com que les concentracions dels reactius i dels productes es poden expressar en diferents unitats, i ja que les especies que reaccionen no sempre estan en el mateix estat, és probable que hi hagi més d'un mètode per expressar la constant d'equilibri per una mateixa reacció.